# Beli
Belenus i (latinsk namnform), även Belinus, Bellenus med flera former, senare Bel, var i keltisk mytologi, i synnerhet hos de kontinentala kelterna, en av de högsta gudarna. 
Han har av tradition identifierats med den kymriska sagogestalten Beli Mawr (Beli den store), som i vissa versioner ska ha härskat över Britannien före eller under den tid då romarna invaderade de brittiska öarna. De förknippade honom med Apollon. Belenos påstås ofta ha givit namn åt den keltiska vårfesten Beltane.